# Большой Арбай
Большой Арбай — село в Саянском районе Красноярского края. Административный центр Большеарбайского сельсовета.

## История
Основано в 1900 году. В 1926 году состояло из 91 хозяйства, основное население — русские. Центр Большеарбайского сельсовета Агинского района Канского округа Сибирского края.

## Население
| 1926 | 2010 |
| ---- | ---- |
| 558  | ↘349 |